# Brasilienvireo
Brasilienvireo (Tunchiornis rubrifrons) är nyligen urskild fågelart i familjen vireor inom ordningen tättingar.

## Utbredning och systematik
Fågeln förekommer i norra Brasilien söder om Amazonfloden. Den delas in i två underarter med följande utbredning:
- T. o. lutescens – förekommer i norra Brasilien söder om Amazonfloden, från Rio Madeira till Rio Xingu
- T. o. rubrifrons – förekommer i nordöstra Brasilien, från Rio Tocantins till Ponto

Arten inkluderades tidigare i Tunchiornis ochraceiceps, men urskiljs sedan 2016 som egen art av Birdlife International och IUCN, sedan 2025 även i AviList.

## Status
Arten placeras av IUCN i hotkategorin livskraftig.